# Mutěnín
Mutěnín (en allemand : Muttersdorf) est une commune du district de Domažlice, dans la région de Plzeň, en Tchéquie. Sa population s'élevait à 255 habitants en 2017.

## Géographie
Mutěnín se trouve à 3 km au sud-ouest du centre de Hostouň, à 18 km au nord-ouest de Domažlice, à 51 km à l'ouest-sud-ouest de Plzeň et à 136 km à l'ouest-sud-ouest de Prague.
La commune est limitée par Bělá nad Radbuzou au nord, par Hostouň au nord-est et à l'est, par Drahotín et Hora Svatého Václava au sud, et par Rybník à l'ouest.

## Histoire
La première mention écrite de la localité date de 1253.

## Administration
La commune se compose de quatre quartiers :
- Erazim
- Mutěnín
- Ostrov
- Starý Kramolín